# 艺术厅 (鹿特丹)
艺术厅（荷蘭語： [kʏnstɦɑl] ）是位于荷兰鹿特丹的一家博物馆。
该博物馆坐落于鹿特丹的博物馆广场，其西侧为鹿特丹自然史博物馆。该馆成立于1992年。该馆的建筑是由荷兰建筑师雷姆·库哈斯设计。
该馆并无永久性藏品，而是举办各种临时展览。该馆达3,300平方米的展出场所可举办各种展览。
2012年10月16日夜，正在该馆展出的莫奈、高更、毕加索等人的7幅画作被盗走。而在2013年7月時羅馬尼亞逮捕了涉嫌協助竊賊的幫兇，而後者聲稱他們在嘗試把畫作販售失敗後便將其燒毀以湮滅證據。之後調查人員前往住宅中進行蒐證時，確認了房屋裡德農村壁爐中殘留有著與畫作同樣時代的油畫以及帆布殘骸。